# Landéan
Landéan (bretonisch: Landean; Gallo: Lanyen) ist eine französische Gemeinde mit 1.225 Einwohnern (Stand: 1. Januar 2022) im Département Ille-et-Vilaine in der Region Bretagne; sie gehört zum Arrondissement Fougères-Vitré und zum Kanton Fougères-2. Die Einwohner werden Landéanais genannt.

## Geographie
Die Gemeinde Landéan liegt am Nançon, etwa zehn Kilometer südöstlich von Fougères. Im Osten reicht das Gemeindegebiet von Landéan bis an den Fluss Airon, der hier die Grenze zum Département Mayenne markoert. Umgeben wird Landéan von den Nachbargemeinden Louvigné-du-Désert im Norden, La Bazouge-du-Désert im Nordosten, Saint-Ellier-du-Maine im Osten, Le Loroux im Osten und Südosten, Laignelet im Süden, Lécousse im Südwesten sowie Parigné im Westen und Nordwesten.

## Bevölkerungsentwicklung
| Jahr          | 1962 | 1968 | 1975 | 1982 | 1990 | 1999 | 2006 | 2013 | 2020 |
| Einwohner     | 969  | 917  | 920  | 1129 | 1199 | 1166 | 1246 | 1267 | 1176 |
| Quelle: INSEE |      |      |      |      |      |      |      |      |      |

## Sehenswürdigkeiten
- Dolmen Pierre du Trésor und Pierre Courcoulée (Landéan)
- Reste des urgeschichtlichen Siedlungsplatzes Le Poulailler, seit 1946 Monument historique
- Kirche Saint-Pierre, romanischer Turm aus dem 12. Jahrhundert
- Schloss Renardières

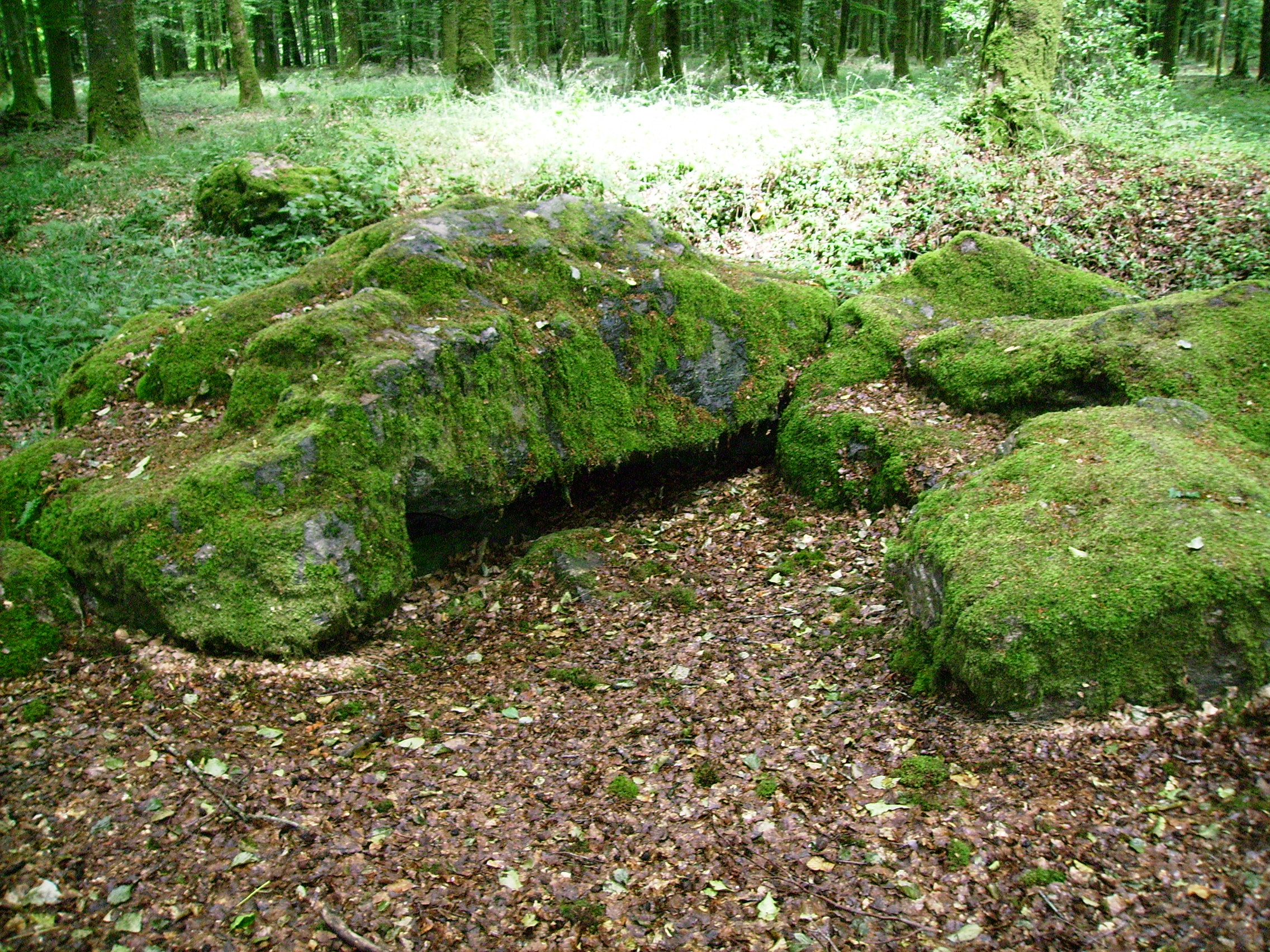
Dolmen Pierre du Trésor
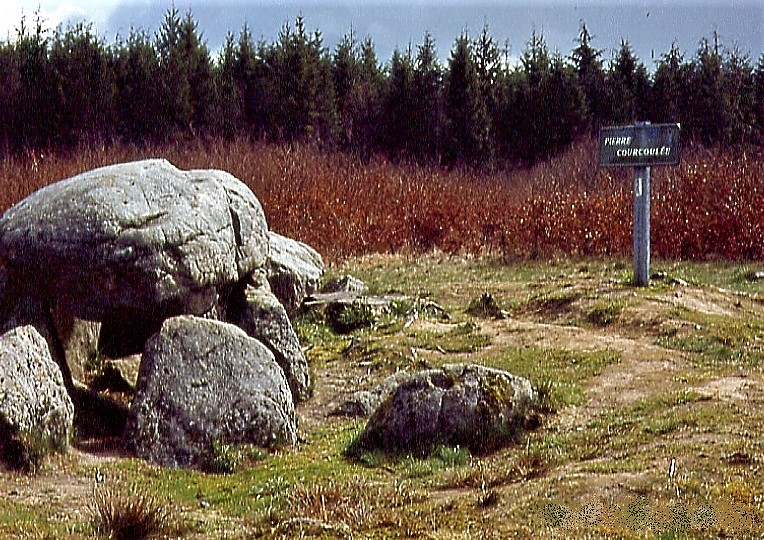
Pierre Courcoulée
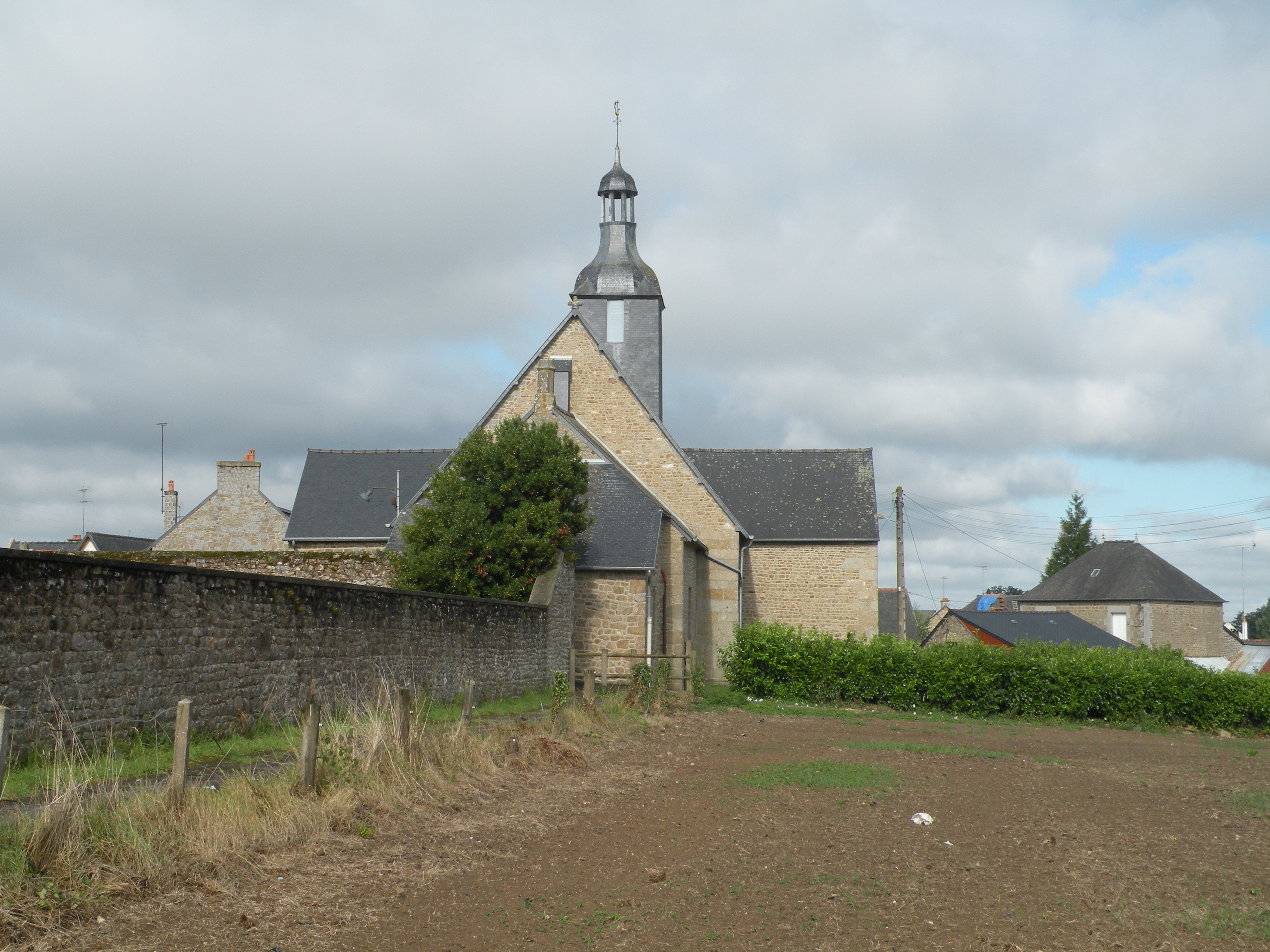
Kirche Saint-Pierre
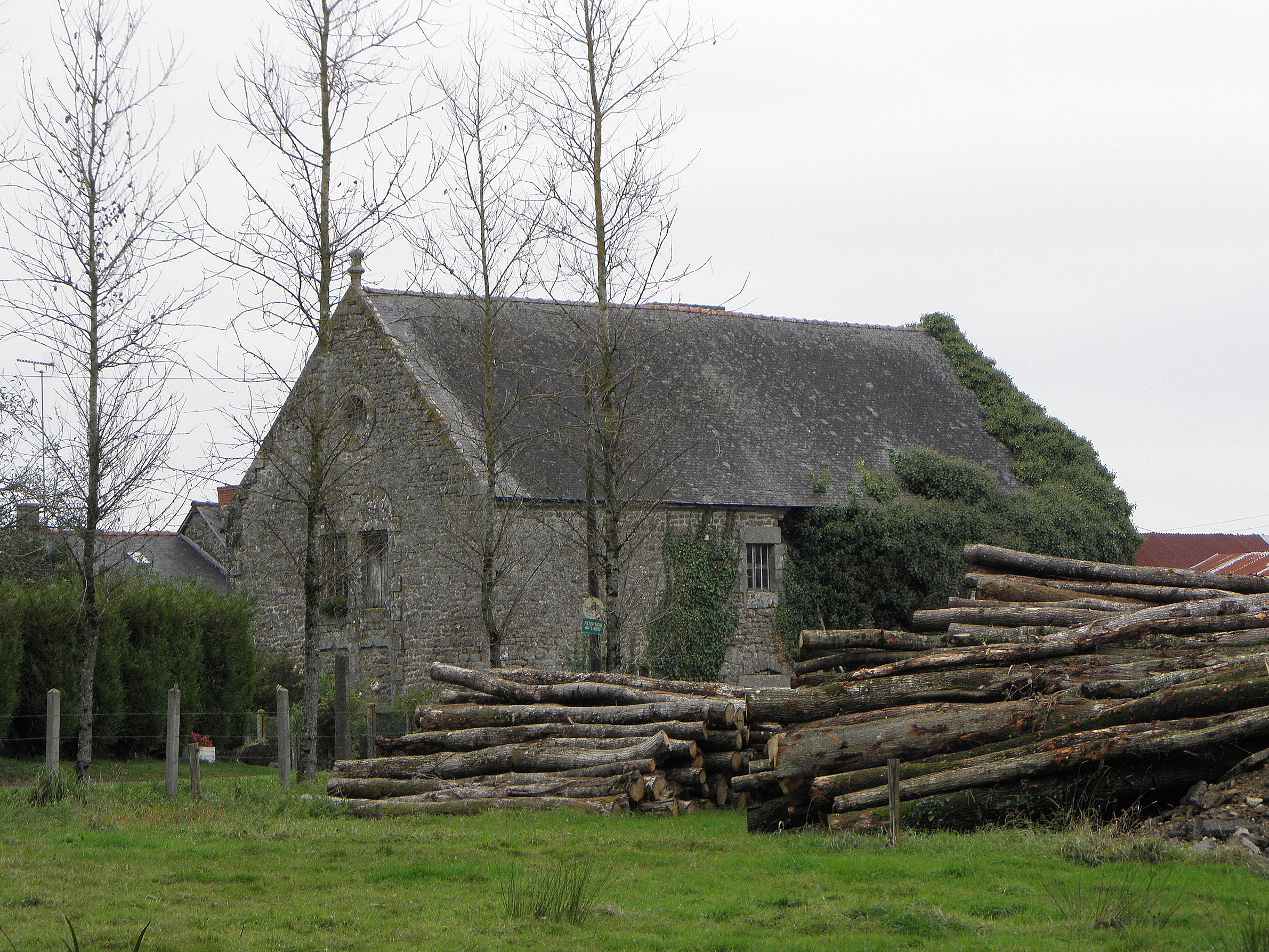
Reste des ehemaligen Klosters Saint-François
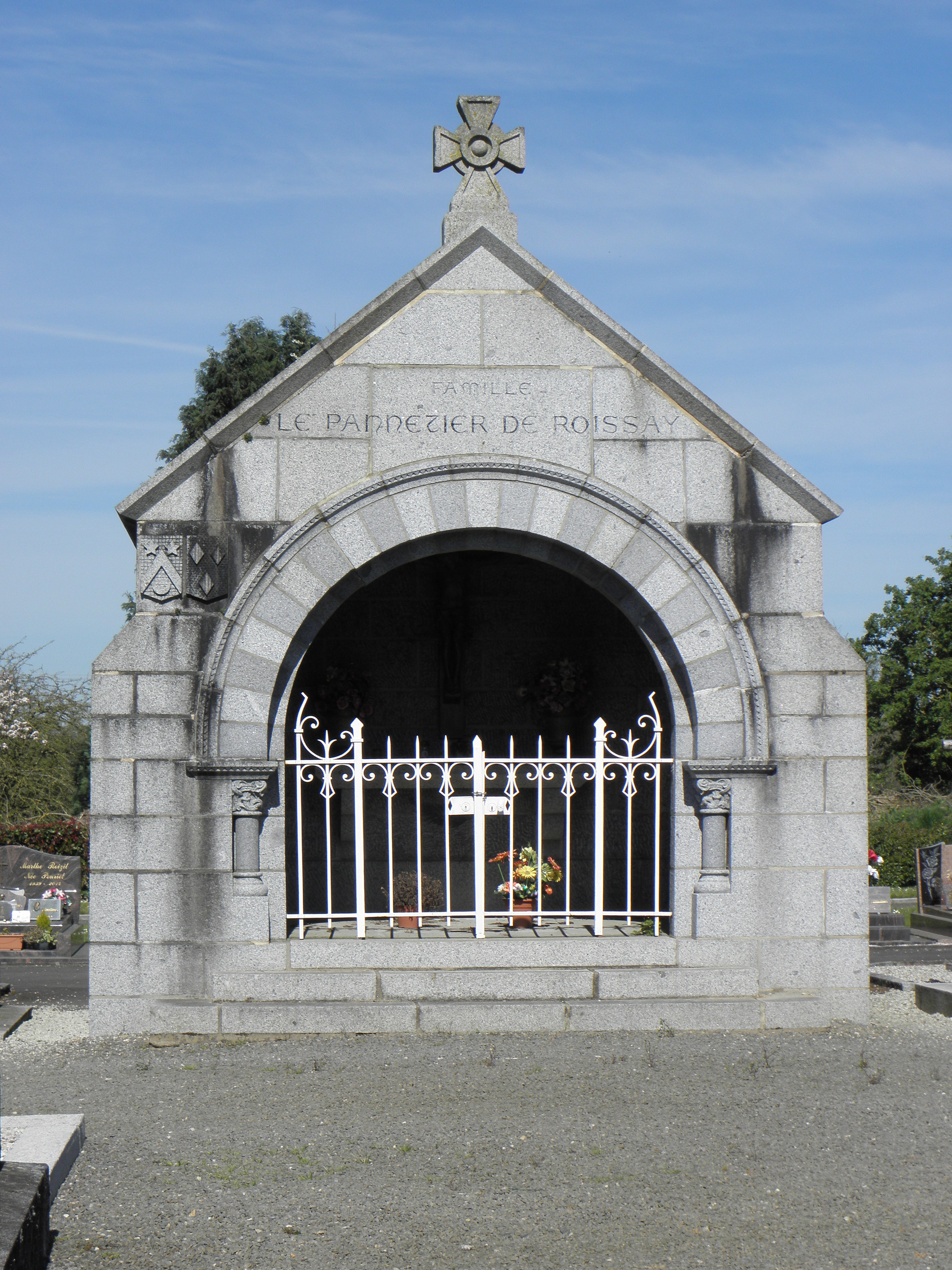
Grabkapelle Le Pannetier de Roissay